# Bettadahalli, Arkalgud
Bettadahalli là một làng thuộc tehsil Arkalgud, huyện Hassan, bang Karnataka, Ấn Độ.